# 湖南广播电视台爱晚频道
湖南广播电视台爱晚频道是湖南广播电视台旗下一个以老年人为主要收视对象的电视频道，是中国大陆首个省级老年频道。其前身为成立于2002年的湖南电视台公共频道。2022年10月4日，正式易名为爱晚频道并开播。频道以湖南名胜爱晚亭命名，

## 历史
2002年12月28日，湖南公共频道正式开播，播出呼号为“湖南公视”。频道定位为公益性、政策性、开放性频道，为中国第一家公益慈善电视频道。2006年，该电视频道的新闻资讯节目《帮助直通车》开播，并成立中国大陆第一个女性专业记者团队“帮女郎”。
2022年5月，经国家广播电视总局批准，湖南广播电视台公共频道转型升级为老年人专业电视频道——爱晚频道。转型后的爱晚频道亦于当年10月4日正式开播。

## 节目
- 《帮女郎》
- 《帮女郎小剧场》
- 《爱晚公开课》
- 《家有本草》
- 《超级戏乐汇》